# Lepidophyma lowei
Lepidophyma lowei är en ödleart som beskrevs av Bezy och Camarillo 1997. Lepidophyma lowei ingår i släktet Lepidophyma och familjen nattödlor. IUCN kategoriserar arten globalt som otillräckligt studerad. Inga underarter finns listade i Catalogue of Life.
Arten förekommer endemisk i bergstrakter i norra delen av delstaten Oaxaca i Mexiko. Regionen ligger ungefär 2200 meter över havet. Habitatet utgörs av blandskogar. En hona födde fyra ungar.